# Isochlora fuscovirens
Isochlora fuscovirens là một loài bướm đêm trong họ Noctuidae.